# Himerometroidea
Himerometroidea — підряд морських лілій з ряду Comatulida.

## Систематика
- Надродина Himerometroidea
  - Родина Colobometridae
  - Родина Eudiocrinidae
  - Родина Himerometridae
  - Родина Mariametridae
  - Родина Zygometridae